# Saut (municipi de Vauclusa)
Saut (occità) o Sault (francès) és un municipi francès, situat al departament de Vauclusa i a la regió de Provença – Alps – Costa Blava al sud-est del Ventor.

## Economia
L'economia és eminentment agrícola de muntanya: producció de lavandula, d'espelta, de mel i productes derivats.

## Demografia
| 1962                                       | 1968  | 1975  | 1982  | 1990  | 1999  | 2006  |
| ------------------------------------------ | ----- | ----- | ----- | ----- | ----- | ----- |
| 1.160                                      | 1.320 | 1.230 | 1.231 | 1.206 | 1.171 | 1.285 |
| Des de 1962: població sense dobles comptes |       |       |       |       |       |       |

## Administració
| Període | Identitat    | Partit |
| ------- | ------------ | ------ |
| 2001-   | André Faraud | PS     |